# Trélissac FC
Câu lạc bộ bóng đá Trélissac là một cậu lạc bộ bóng đá Pháp được thành lập vào năm 1950. Đội có trụ sở tại Trélissac, Pháp và thi đấu tại Stade Firmin Daudou trong thị trấn.

## liên kết ngoài
- Trang web chính thức của Trélissac FC Lưu trữ ngày 31 tháng 3 năm 2019 tại Wayback Machine (tiếng Pháp)